# Phare de Bressay
Le phare de Bressay (en vieux norrois : Breiðey/Brusey) est un phare situé sur l'île de Bressay, l'une des îles de l'archipel des Shetland en Écosse.
Ce phare était géré par le Northern Lighthouse Board (NLB) à Édimbourg, l'organisation de l'aide maritime des côtes de l'Écosse. Il est maintenant sous l'autorité portuaire de Lerwick.
Il est maintenant protégé en tant que monument classé du Royaume-Uni de catégorie B.

## Le phare
Le phare a été conçu par les ingénieurs civils écossais David Stevenson et Thomas Stevenson et mis en service le 31 août 1858. Il a été l'un des quatre phares construits aux Shetlands entre 1854 et 1858. David Stevenson avait d'abord soutenu que la construction de phare dans les eaux des Shetlands était impossible car jugée trop dangereuse et coûteuse, et que la navigation dans ces eaux était très risquée.
C'est une tour cylindrique blanche, avec galerie et une lanterne peinte en noir. Les bâtiments annexes et logements sont entourés par un muret de pierre. Le phare a été électrifié en 1967 et il a été totalement automatisé en 1989. La station côtière (habitations des gardiens et bâtiments annexes) a été achetée par la Shetland Amenity Trust (en) en novembre 1995 et a été convertie en un Centre du patrimoine marin. Le signal de brouillard a été interrompu dans les années 1987. La corne rouge remarquable a été enlevée mais le bâtiment qui a logé la sirène est toujours en place et abrite maintenant un mât radar, et les cinq réservoirs d'air pressurisés sont toujours en place.
En 2012, la portée lumineuse a été réduite à 10 miles pour maintenir un marquage dans le Bressay Sound et la NLB a cédé sa maintenance à l'autorité portuaire de Lerwick. Une nouvelle corne de brume électrique a été remise en fonction. Il est localisé sur le Cap Kirkabister sur le côté sud-ouest de l'île de Bressay, marquant l'entrée sud au port de Lerwick, la ville principale des Îles Shetland. L'île est accessible par ferry au départ de Lerwick et la station est accessible par la route avec parking.
Identifiant : ARLHS : SCO-021 - Amirauté : A3776 - NGA : 3340.

### Lien connexe
- Liste des phares en Écosse